# Geoglossomycetes
Geoglossomycetes är en klass av svampar som beskrevs av Zheng Wang, C.L.Schoch och Joseph W. Spatafora. Geoglossomycetes ingår i divisionen sporsäcksvampar och riket svampar.
Klassen innehåller bara ordningen Geoglossales.